# Sân bay Narimanovo
Sân bay Narimanovo (tiếng Nga: Аэропорт Нариманово) (IATA: ASF, ICAO: URWA) là một sân bay quốc tế ở Astrakhan, một thành phố ở miền nam Nga gần Biển Caspi.  Sân bay này do JSC "Aeroport Astrakhan" vận hành.

## Các hãng hàng không và các tuyến điểm
- Aeroflot (Moscow-Sheremetyevo)[1]
- Armavia (Yerevan)[2]
- S7 Airlines (Moscow-Domodedovo)[1]
- Scat Air (Aqtau)[3]

### Các hãng trước đầy
- Air Armenia (Yerevan)
- Airstars Airways (Moscow-Sheremetyevo, Saint Petersburg)
- Astrakhan Airlines (Aktau, Moscow-Domodedovo, Yerevan)
- Aviacon Zitotrans (Kaliningrad, Rostov-na-Donu, Saint Petersburg, Sochi)
- Karat (Moscow-Domodedovo)
- Interavia Airlines (Aqtau, Baku, Moscow-Domodedovo, Rostov-na-Donu, Sochi, Yerevan)